# Rukia longirostra
Rukia longirostra là một loài chim trong họ Zosteropidae.